# Claude Marie Meunier
Pour les articles homonymes, voir Claude Meunier (homonymie) et Meunier.
 (février 2020).
Si vous disposez d'ouvrages ou d'articles de référence ou si vous connaissez des sites web de qualité traitant du thème abordé ici, merci de compléter l'article en donnant les références utiles à sa vérifiabilité et en les liant à la section « Notes et références ».
Claude Marie Meunier, né le 4 août 1770 à Saint-Amour dans le Jura et mort le 14 avril 1846 à Paris, est un général français du Premier Empire, dont le nom est inscrit sur l'arc de triomphe de l'Étoile.

## Biographie
Issu d'une famille modeste, il est influencé des idées de Jean-Jacques Rousseau par son père, officier de carrière. Le 5 août 1792 il s'engage comme volontaire dans le 10e bataillon de volontaires du Jura, où il passe capitaine le 12 août suivant. De 1792 à 1795 il prend part à plusieurs campagnes dans l'armée du Rhin, puis dans l'armée d'Italie.
Il passe capitaine de grenadiers le 14 mai 1797 au 1re bataillon de la 69e demi-brigade d'infanterie avec lequel il participe à l'expédition d'Egypte, puis capitaine dans les guides à pied le 22 septembre 1798. Il est nommé chef de bataillon le 21 octobre 1799, et le 20 février 1802 il passe dans le 1er régiment de chasseurs à pied de la Garde des consuls. Le 22 décembre 1803 il devient colonel du 9e régiment d'infanterie légère.
Le 25 mars 1805, il épouse Laure Émilie Félicité David, fille du peintre Jacques Louis David. L'un de ses fils, Jules, 2e baron Meunier (1813-1867), notaire de profession, est un ancien maire de Lille.
Il est fait commandeur de la Légion d'honneur le 25 décembre 1805, puis est créé baron de l'Empire en 1808. Il est ensuite promu général de brigade le 8 janvier 1810. Il sert pendant la guerre d'Espagne puis en Russie. Il est promu au grade de général de division le 5 novembre 1813. En 1814, il participe aux batailles de la campagne de France dans la 1re division de voltigeurs de la Vieille Garde sous le commandement du maréchal Ney.
Sous la Première Restauration, il se rallie à Louis XVIII qui lui confie le commandement militaire de Poitiers. Pendant les Cent-Jours il commande une division. La Seconde Restauration l'envoie en Bretagne comme inspecteur de l’infanterie. Le 30 avril 1835, il est nommé grand officier de la Légion d'honneur. En 1846, il écrit ses mémoires, L'Histoire populaire de Napoléon, suivie de la translation de ses restes mortels à Paris.
Sa tombe au cimetière du Père-Lachaise est près de celle de son beau-père Jacques-Louis David, qui l'a portraituré vers 1812.

## Publications
- 1842 : Histoire populaire de Napoléon, suivie de la translation de ses restes mortels à Paris. B. Renaud, Paris[2]. Réédition Hachette Livre BNF 2013  (ISBN 978-2011757227).